# Сабана-Гранде (Пуерто-Рико)
Сабана-Гранде (ісп. Sabana Grande, МФА: [saˈβana ˈɣɾande]) — муніципалітет Пуерто-Рико, острівної території у складі США. Заснований 1813 року.

## Географія
Площа суходолу муніципалітету складає 93 км² (48-е місце за цим показником серед 78 муніципалітетів Пуерто-Рико).

## Демографія
Станом на 2010 рік на території муніципалітету мешкало 25 265 ос.
Динаміка чисельності населення:

## Населені пункти
Найбільші населені пункти муніципалітету Сабана-Гранде:
| Населений пункт        | Статус | Населення :   | Населення :   | Населення :   |
| Населений пункт        | Статус | на 01.04.1990 | на 01.04.2000 | на 01.04.2010 |
| ---------------------- | ------ | ------------- | ------------- | ------------- |
| Ліборьйо-Негрон-Торрес | Селище | 1 246         | 1 303         | 1 112         |
| Льюверас               | Селище | 1 727         | 2 005         | 1 733         |
| Сабана-Гранде          | Місто  | 8 577         | 8 784         | 8 179         |